# Saint-Christol-de-Rodières
Saint-Christol-de-Rodières é uma comuna francesa na região administrativa de Occitânia, no departamento de Gard. Estende-se por uma área de 8,07 km². Em 2010 a comuna tinha 162 habitantes (densidade: 20,1 hab./km²).